# وفيات 1996
تقدم هذه المقالة قائمة بالشخصيات التي توفيت خلال عام 1996.
أشهر السنة :قالب:Chronologie décès par mois

## تاريخ
| اسم           | أنشطة                   | عمر      | مصدر |
| ------------- | ----------------------- | -------- | ---- |
| سلفاتوري جالو | رسام ونحات إيطالي       | 67 أو 68 |      |
| أنيل دي سيلفا | صحفي ومؤرخ فني سريلانكي | 86 أو 87 |      |
| استفان توربكي | لاعب كرة قدم مجري       | 74 أو 75 |      |